# باراتشين ديل هويو
بلدية باراتشين ديل هويو (بالإسبانية: Barchín del Hoyo)‏، هي إحدى بلديات مقاطعة قونكة إحدى مقاطعات إسبانيا، والتي تقع في منطقة قشتالة لا منتشا وسط البلاد، والمائلة لجهة الشرق من إسبانيا.
يبلغ عدد سكانها 106 نسمة وفقاً لإحصائية سنة (2007).